# Equació de Clairaut
En anàlisi matemàtica, l'equació de Clairaut és una equació diferencial de la forma
{\displaystyle y(x)=x{\frac {dy}{dx}}+f\left({\frac {dy}{dx}}\right)}
on fés contínuament diferenciable. És un cas particular de l'equació diferencial de Lagrange. Porta el nom del matemàtic francès Alexis Clairaut, que la va introduir el 1734.

## Definició
Per resoldre l'equació de Clairaut, es diferencia respecte a {\displaystyle x}, quedant
{\displaystyle {\frac {dy}{dx}}={\frac {dy}{dx}}+x{\frac {d^{2}y}{dx^{2}}}+f'\left({\frac {dy}{dx}}\right){\frac {d^{2}y}{dx^{2}}},}
per tant
{\displaystyle \left[x+f'\left({\frac {dy}{dx}}\right)\right]{\frac {d^{2}y}{dx^{2}}}=0.}
i així
{\displaystyle {\frac {d^{2}y}{dx^{2}}}=0}
o
{\displaystyle x+f'\left({\frac {dy}{dx}}\right)=0.}
- En el primer cas, {\displaystyle C={\frac {y}{x}}} per a qualsevol constant arbitrària {\displaystyle C}, substituint això en l'equació de Clairaut, s'obté la família de funcions de línia recta donades per:

{\displaystyle y(x)=Cx+f(C),\,}
anomenades solucions generals de l'equació de Clairaut.
- L'altre cas, {\displaystyle x+f'\left({\frac {dy}{dx}}\right)=0,} defineix només una solució {\displaystyle y(x)}, anomenada solució singular, el gràfic de la qual és l'envolvent de les gràfiques de les solucions generals. La solució singular es representa normalment utilitzant notació paramètrica, com:

{\displaystyle (x(p),y(p))},
on {\displaystyle p={\frac {dy}{dx}}}.

## Exemples
1) Les corbes següents representen les solucions a dues equacions de Clairaut:
- {\displaystyle f(p)=p^{2}}
- {\displaystyle f(p)=p^{3}}

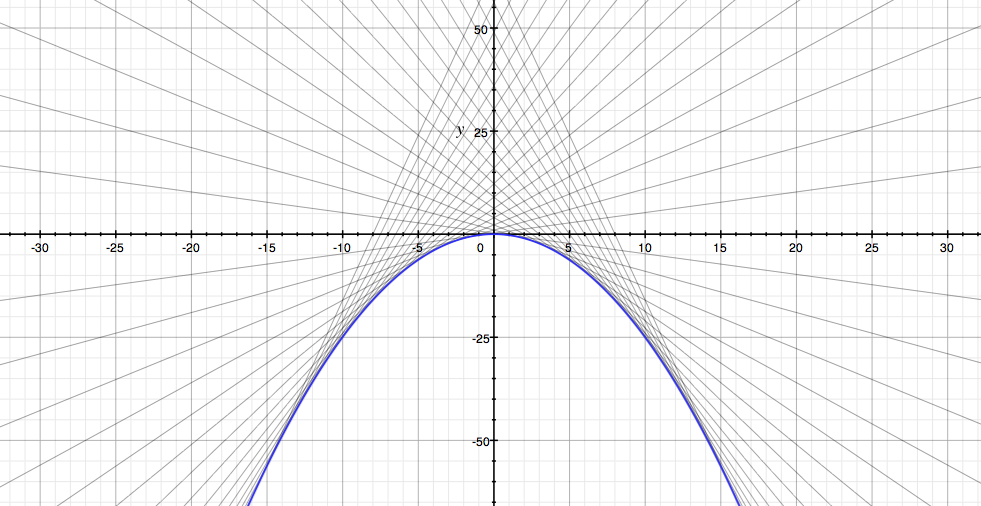
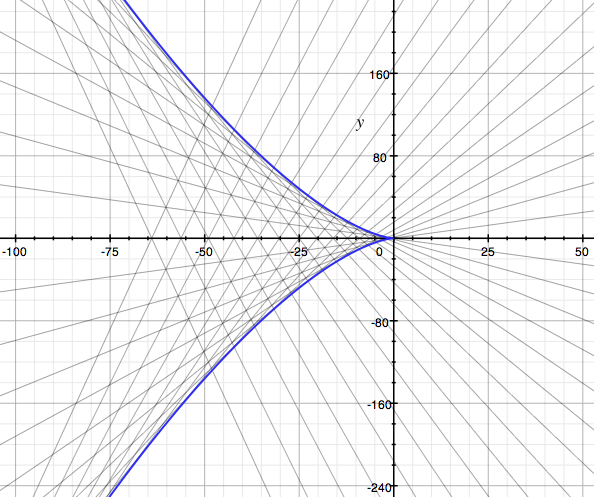

En cada cas, les solucions generals es representen en negre mentre que la solució singular és en violeta.
2) Resoldre: {\displaystyle xy'''+(y''')^{2}=y''.\,}
Fem: {\displaystyle y''=p,\,}
per tant: {\displaystyle xp'+(p')^{2}=p,\,}
obtenint l'equació de Clairaut, la solució de la qual és: {\displaystyle p=y''=Cx+C^{2},\,}
de la qual es pot obtenir i integrant dues vegades, així: {\displaystyle y=\int \int y''\,dxdx=\int \int (Cx+C^{2})\,dxdx=\int ({\frac {Cx^{2}}{2}}+C^{2}x+D)\,dx={\frac {Cx^{3}}{6}}+{\frac {C^{2}x^{2}}{2}}+Dx+E,\,} sent {\displaystyle D} i {\displaystyle E} altres dues constants qualsevol.
Solució: {\displaystyle y={\frac {Cx^{3}}{6}}+{\frac {C^{2}x^{2}}{2}}+Dx+E.}

## Generalització
Per extensió, una equació diferencial parcial de primer ordre de la forma:
{\displaystyle \displaystyle u=xu_{x}+yu_{y}+f(u_{x},u_{y})}
també s'anomena equació de Clairaut.